# Bejeweled 3
Bejeweled 3 (también llamado Bejeweled Classic), es un videojuego de combinación de fichas desarrollado y publicado por PopCap Games. Es el quinto juego de la franquicia Bejeweled. El juego fue lanzado como descarga digital el 7 de diciembre de 2010 para Windows y Mac OS X, con posteriores versiones para PlayStation 3, Xbox 360, Xbox One a través del Programa de Retrocompatibilidad, Nintendo DS, iOS, Android, JavaME y Windows Phone. El título presenta cuatro nuevos modos de juego, gráficos y sonido de alta resolución y un sistema de insignias por logros.

## Jugabilidad
El objetivo principal del juego es esencialmente el mismo que las anteriores entregas de la serie. Los jugadores tienen que mover una joya para juntar tres o más joyas adyacentes del mismo color. Cuando esto ocurre, las joyas desaparecen y un nuevo grupo de gemas se generan aleatoriamente desde arriba para llenar el espacio vacío. A veces, se forman combinaciones automáticas, creando una cadena conocida como cascada.
Además de los gráficos de alta definición, nuevos efectos de sonido y la posibilidad de hacer coincidir más de un conjunto de joyas a la vez (una característica clave que debutó en Bejeweled Blitz), Bejeweled 3 también tiene un sistema de insignias (o logros, cómo los demás juegos de PopCap) que funciona como seguimiento de logros y como un conjunto de logros adicionales por alcanzar para los jugadores.
En la mayoría de las versiones existen 8 modos de juego disponibles, 4 modos de juego de Bejeweled 2 más 4 modos nuevos que inicialmente no están disponibles y deben ser desbloquedos. La versión para Jave ME sólo tiene 4 modos, los modos normales Clásico y Relámpago y dos modos adicionales Mina de Diamantes y Mariposas. Los ocho modos de juego son los siguientes:

### Modos normales

#### Modo Clásico
El juego original de las anteriores entregas del juego. Todos los jugadores tienen que juntar tres o más joyas del mismo color. El juego termina cuando no hay más movimientos posibles.

#### Zen
Una de las novedades es el modo Zen (similar al modo Endless de Bejeweled 2), donde los jugadores pueden jugar el juego sin fin, con calmante música y afirmaciones positivas en la parte inferior del juego. Este modo está diseñado para relajar a los jugadores con relajantes tonos auditivos, los sonidos ambientales, la modulación de la respiración y los tonos binaurales. Los jugadores pueden continuar jugando este modo sin fin, como las joyas de sustitución en el juego son generados al azar de una manera tal que siempre hay un movimiento más para el jugador. También hay un modo de respiración modulación especial que cuenta con una línea de rastreo que se mueve adelante y atrás, que produce diferentes patrones de respiración que los jugadores se les anima para que coincida con el patrón de respiración. El objetivo general de este es disminuir la tasa de respiración de los jugadores con el fin de permitir que el jugador se calme. Este modo fue creado por PopCap en conjunto con científicos que utilizan el biofeedback para ayudar a que los jugadores se relajen. El modo Zen también incluye una amplia variedad de tonos auditivos que incluyen tonos que están fuera del alcance del oído humano. El primero se reproduce en un oído, mientras que un tono diferente se reproduce en el otro con el fin de engañar al cerebro para que escuche una frecuencia diferente. Esto se hace con el fin de facilitar la meditación, así como inducir ondas cerebrales que se asocian generalmente con el estado de sueño profundo y los sueños. Su eficacia científica no ha sido comprobada y se la menciona como una ciencia marginal.

#### Relámpago
Se trata esencialmente de un modo contrarreloj, donde los jugadores tienen que conseguir tantos puntos como sea posible dentro de un plazo de 1 minuto. Los jugadores pueden aumentar su límite de tiempo alineando gemas especiales, o mediante la creación de cadenas a un ritmo rápido para ganar un bono de velocidad llameante (o velocidad de rayo en el juego). Cuando la velocidad de rayo está activada, por cada combinación emite una joya en llamas. Los jugadores pueden sentirse familiarizados con este modo de juego, ya que aparecía en Bejeweled Blitz.

#### Misión
Una serie de 40 desafíos y 12 minijuegos, que incluyen el rescate de las joyas mariposa, extraer pepitas de oro en las minas de diamantes, luchando contra las tormentas de hielo, así como los demás. Estos desafíos están divididos por 5 reliquias, cada una conformada por 8 desafíos completos. Al formar 4 se forma la reliquia y al formar las 8, se muestra la reliquia completa. Las misiones son los siguientes:
Mariposas: Contiene 4 misiones. Las mariposas avanzan una casilla por cada combinación y tiene que ser liberadas por joyas del mismo color o liberadas por joyas especiales. Liberar 15, 25, 40 y 50 mariposas. La partida acaba cuando una mariposa es atrapada por la araña.
Fiebre de oro: Contiene 4 misiones. 3 filas del tablero está cubierto de tierra, rocas y oro, y tiene que ser desenterrado combinando joyas cerca de la tierra. Todas las misiones de Fiebre de oro son contrarreloj. La 2 primeras misiones es desenterrar 5 pepitas de oro en 2 tiempos, uno en 2 minutos y otro en 1 minuto y 30 segundos, mientras que las 2 misiones restantes es desenterrar 10 pepitas de oro en 1 minuto y 30 segundos. La partida acaba cuando no hay tiempo para desenterrar las pepitas de oro.
Alquimia: Contiene 3 misiones. Por cada combinación horizontal y vertical cubre una columna y una fila entera de oro. La primera misión es contrarreloj, mientras que las dos misiones restantes contiene movimientos limitados. La primera misión es transformar el tablero en oro en 1 minuto y 30 segundos. La segunda misión es la misma que la anterior, pero con 20 movimientos. La tercera misión es diferente a las 2 misiones anteriores, primero lo cubre con plata, y luego en oro, en 30 movimientos. La partida acaba cuando no hay tiempo, o se acabó los movimientos que otorga el juego.
Estrategia: Contiene 5 misiones. El objetivo de esta misión en eliminar determinada cantidad de joyas en 20 movimientos. Eliminar 120, 130, 140, 150 y 160 joyas. La partida acaba cuando no hay más movimientos.
Equilibrio: Contiene 4 misiones. Hay 2 pesas, uno de calor (Joya roja) y otro de frío (Joya azul). El objetivo es mantener en equilibrio combinando joyas. Recuerda que tiene que ser de la misma cantidad. Eliminar 30 joyas (15 de cada color), 40 joyas (20 de cada color), 60 joyas (30 de cada color) y 80 joyas (40 de cada color). La partida acaba cuando una de las pesas toque fondo.
Avalancha: Contiene 5 misiones. Nuevas joyas caen por cada combinación y se va llenando poco a poco. Eliminar 80, 90, 100, 110 y 120 joyas. La partida acaba cuando el tablero se llena por completo.
Cazatesoros: Solo hay una misión. Todo el tablero está cubierto de arena, y hay escondido cierta cantidad de tesoros. Desenterrar 3 tesoros en 2 minutos. La partida acaba cuando no hay suficiente tiempo para desenterrar los 3 tesoros que otorga el juego.
Cuenta atrás: Contiene 4 misiones. Una joya bomba está en el tablero, y  por cada combinación desciende un movimiento (Cuenta atrás I y III), o empieza la cuenta regresiva (Cuenta atrás II y IV). Destrozar 10 joyas bomba (Cada joya bomba otorga 20 movimientos), 15 joyas bomba (Cada joya bomba otorga 60 segundos para la segunda misión, y 15 movimientos para la tercera misión) y  20 joyas bomba (Cada joya bomba otorga 45 segundos). La partida acaba cuando una joya bomba llega a 0 dejando ninguna joya en el tablero.
Póquer: Contiene 3 misiones. Combina joyas para hacer manos de póquer. Las 3 misiones otorga 10 manos. Conseguir 3000, 3500 y 4000 puntos. La partida acaba cuando no hay suficientes manos.
Glaciar: Contiene 3 misiones. Las columnas de hielo empieza desde la base ascendiendo hasta la parte superior del tablero. Eliminar 150, 200 y 250 joyas. La partida acaba cuando el tablero se congela por completo.
Siroco: Contiene 2 misiones. Es igual que Cazatesoros, pero es diferente. El tablero sigue cubierto de arena. Una vez desenterrado, si se demora mucho tiempo, la área desenterrada vuelve a cubrir de arena por un tiempo determinado. Desenterrar 3 tesoros en 2 minutos (La parte desenterrada vuelve a cubrir cada 35 segundos) y desenterrar 4 fósiles en 1 minuto y 30 segundos (La parte desenterrada vuelve a cubrir cada 30 segundos).
Explosión: Contiene 2 misiones. Ambas misiones son contrarreloj. Solo las joyas especiales puede derribar el muro. Eliminar 16 casillas del muro en 1 minuto y 15 segundos (El muro es un cuadrado 4x4) y 36 casillas del muro en 2 minutos (El muro es un cuadrado 6x6).

### Modos secretos
El juego incorpora modos secretos que inicialmente no se encuentran disponibles para los jugadores. Estos modos requieren que se cumpla con ciertos requisitos específicos para ser desbloqueados.

#### Mariposas
Este modo cuenta con "mariposas" que suben un espacio en el tablero por cada movimiento exacto, y tiene que ir acompañada de las gemas de su propio color para ser recogidos. El objetivo es recoger la mayor cantidad posible de mariposas antes de que una llegue a la cima, donde una araña está a la espera. El juego termina cuando una mariposa vuela por encima de la pantalla del juego y es atrapado por la araña.
Desbloquear este modo al alcanzar el nivel 5 en el modo Zen.

#### Mina de diamantes
Este modo ofrece la minería de oro, tesoros y cristales. El juego consiste en una máquina de excavación que se mueve dos filas más abajo subterráneo cada vez que se elimina toda la suciedad por encima de sexta fila. La suciedad se elimina cuando las joyas adyacentes para que cuando se combina o estallar. El juego comienza con 1 minuto y 30 segundos, se añaden 30 segundos extra si se elimina la arena arriba de la línea o 90 segundos extra al eliminar toda la arena del tablero. El juego termina cuando se acabe el tiempo.
Desbloquear este modo al completar 4 desafíos en el modo Misión.

#### Glaciar
Este modo cuenta con el aumento de columnas de hielo que se elevan de la parte inferior de la pantalla hacia arriba. El objetivo de este modo es no dejar que las columnas lleguen a la cima, ya que congela el tablero de juego, terminando el juego. Haciendo combinaciones horizontales disminuye un poco la columna de hielo, y hacer una combinación vertical en la columna correspondiente a la columna de hielo elevada, se destruye por completo. Una vez que el medidor de agua caliente ubicada en la parte izquierda del juego se llene, multiplica la puntuación del juego y disminuye las columnas de hielo. Una vez que la columna de hielo haya llegado a la cima del tablero, aparece un cráneo y una columna de hielo secundaria, si la columna de hielo secundaria llega a la cima, el juego termina congelando el tablero sin poder mover ninguna joya.
Desbloquear este modo consiguiendo 100,000 puntos en el modo Relámpago

#### Póquer
Combina joyas para hacer manos de póquer. Hay 7 tipos de manos, las cuales son:
Par: Consiguiendo dos joyas del mismo color.

Espectro: Consiguiendo 5 joyas de color diferente.

Doble par: Consiguiendo 2 pares de joyas del mismo color, cada par de color diferente.

Trío: Consiguiendo 3 joyas del mismo color.

Full: Consiguiendo un trío y un par.

Póquer: Consiguiendo 4 joyas del mismo color.

Color: Consiguiendo 5 joyas del mismo color.

Al hacer una joya en llamas o una joya estelar, se consiguen puntos extra; al crear un hipercubo, se forma un comodín; y al crear dos combinaciones en un solo movimiento dan un comodín de ambas. En el transcurso del juego aparecerán monedas calavera, las cuales se hace una mano "infectada" con una moneda calavera, ésta decidirá si estás a salvo o termina el juego. Las monedas calavera se eliminan al llenar el medidor de la moneda calavera, que son 50,000 puntos. El juego termina cuando la moneda calavera decide terminar el juego.
Desbloquear este modo al alcanzar el nivel 5 en el modo Clásico.

## Joyas
Hay 8 tipos de joyas especiales, las cuales son:
Joya: La joya que ha salido en todas las anteriores entregas del juego. Forma combinaciones de tres para que aparezcan otras.
Joya en llamas: Se forma al hacer una combinación de 4 joyas. Al combinar tres joyas, entre ellas la joya en llamas, explota a las 8 joyas adyacentes.
Joya estelar: Se forma al hacer una combinación de 5 joyas en perpendicular, ya sea en forma de L o T, al combinar tres joyas, entre ellas ésta, lanza una rayo eliminando todas las 14 joyas de su columna y fila.
Hipercubo: Se forma al hacer una combinación de 5 joyas, al combinar un hipercubo con una joya adyacente a ésta, elimina todas las joyas del mismo color, si se combina un hipercubo con otro hipercubo adyacente a éste, elimina todas las joyas del tablero.
Joya Supernova: Se forma al hacer una combinación de 6 joyas. Tiene el efecto de una joya en llamas y una joya estelar. Al combinar tres joyas, entre ellas ésta, explota y lanza un rayo eliminando toda el área de la explosión creada por la joya en llamas.
Joya Crono: (sólo en el modo Relámpago)
Aparecen al hacer ciertas combinaciones de joyas normales, hay dos tipos, una joya de 5 segundos y de 10 segundos, su objetivo es, al combinarse, consigan tiempo extra al finalizar el tiempo, ya que el tiempo se acabe, ya mencionado anteriormente, se agrega el tiempo que se consiguió al combinar las joyas crono. Las joyas crono no combinadas, al terminar el tiempo, la de 5 segundos se convierte en joya en llamas y la de 10 segundos, en joya estelar.
Joya Bomba: (sólo en el minijuego Cuenta atrás en el modo Misión)
Aparecen al hacer una combinación con una bomba de tiempo, las bombas de tiempo van cuenta atrás en tiempo real o por cada movimiento. Si una bomba de tiempo llega al 0, explota todo el tablero dejando ningún rastro de él.
Mariposas: (sólo en el modo Mariposas y en el modo Misión)
Las mariposas suben un espacio por cada movimiento, y tiene que ir acompañada de las gemas de su propio color para ser recogidos. Si la mariposa llega a la araña ubicada en la cima del tablero, termina el juego.

## Insignias
Las Insignias se incluyeron por primera vez en este juego. Esto es un objetivo principal del juego, que se trata que conseguir algún récord dependiendo del metal de la insignia a conseguir, los cuales son 4 Bronce, Plata, Oro y Platino y uno especial que es insignias Honoríficas. El bronce es la insignia más fácil de conseguir, La Plata es nivel Medio, El oro es nivel Difícil y El Platino es Nivel Avanzado Mientras que las Insignias Honoríficas son para expertos y son las más difíciles de conseguir. Las Insignias son:
Infierno: Debes destruir una cantidad determinada de Joyas en Llamas, que se consiguen al combinar 4 joyas.
Bronce: Elimina 50 Joyas en llamas
Plata: Elimina 350 Joyas en llamas
Oro: Elimina 1000 Joyas en llamas
Platino: Elimina 2000 Joyas en llamas
Galaxia: Debes destruir una cantidad determinada de Joyas Estelares, que se consiguen al combinar 5 joyas en forma de L ó T
Bronce: Elimina 25 Joyas Estelares
Plata: Elimina 125 Joyas Estelares
Oro: Elimina 400 Joyas Estelares
Platino: Elimina 750 Joyas Estelares
Cromatismo: Debes Destruir una cantidad determinada de Hipercubos que se consiguen al combinar 5 joyas seguidas
Bronce: Elimina 25 Hipercubos
Plata: Elimina 125 Hipercubos
Oro: Elimina 400 Hipercubos
Platino: Elimina 750 Hipercubos
Destrucción: Debes destruir una cantidad de joyas en un solo movimiento
Bronce: Destruye 30 joyas en un movimiento
Plata: Destruye 40 Joyas en un movimiento
Oro: Destruye 50 Joyas en un movimiento
Platino: Destruye 60 Joyas en un movimiento
Bravo Maestro: Debes Terminar una partida en el modo clásico con un número determinado de puntos
Bronce: Termina con 50,000 Puntos
Plata: Termina con 150,000 Puntos
Oro: Termina con 300,000 Puntos
Platino: Termina con 500,000 Puntos
Frenesí Final: Debes obtener un número determinado de puntos en un traca final (es decir al terminar una partida y que se destruyan las joyas especiales que sobraron) en el modo relámpago
Bronce: Termina con 20,000 Puntos
Plata: Termina con 30,000 Puntos
Oro: Termina con 40,000 Puntos
Platino: Termina con 60,000 Puntos
Alto Voltaje: Debes Terminar una partida en el modo relámpago con un número determinado de puntos
Bronce: Termina con 100,000 Puntos
Plata: Termina con 300,000 Puntos
Oro: Termina con 500,000 Puntos
Platino: Termina con 750,000 Puntos
Apuesta Fuerte: Debes Terminar una partida en el modo póquer con un número determinado de puntos
Bronce: Termina con 100,000 Puntos
Plata: Termina con 300,000 Puntos
Oro: Termina con 500,000 Puntos
Platino: Termina con 750,000 Puntos
As en la manga: Debes conseguir un número determinado de manos "color" (5 cartas iguales) en el modo póquer
Bronce: Consigue color 10 veces
Plata: Consigue color 20 veces
Oro: Consigue color 30 veces
Platino: Consigue color 50 veces
Explorador Glacial: Debes conseguir un número determinado de puntos en el modo glaciar:
Bronce: Termina con 100,000 Puntos
Plata: Termina con 300,000 Puntos
Oro: Termina con 500,000 Puntos
Platino: Termina con 750,000 Puntos
Rompehielos: Debes conseguir un combo columnas X un número determinado en el modo glaciar (destruye varias columnas rápidamente)
Bronce: Consigue un combo columnas X 5
Plata: Consigue un combo columnas X 8
Oro: Consigue un combo columnas X 12
Platino: Consigue un combo columnas X 15
Mina de diamantes: Consigue un número determinado de puntos en el modo mina de diamantes:
Bronce: Termina con 100,000 Puntos
Plata: Termina con 300,000 Puntos
Oro: Termina con 500,000 Puntos
Platino: Termina con 750,000 Puntos
Buscatesoros: Desentierra un número determinado de tesoros en el modo mina de diamantes:
Bronce: Consigue 5 tesoros
Plata: Consigue 8 tesoros
Oro: Consigue 12 tesoros
Platino: Consigue 15 tesoros
Mariposa Monarca: Obten un número determinado de puntos en el modo mariposas
Bronce: Termina con 100,000 Puntos
Plata: Termina con 300,000 Puntos
Oro: Termina con 500,000 Puntos
Platino: Termina con 750,000 Puntos
Bonanza de mariposas: Atrapa un número determinado de mariposas en un solo movimiento
Bronce: Atrapa 4 mariposas en un movimiento
Plata: Atrapa 6 Mariposas en un movimiento
Oro: Atrapa 8 Mariposas en un movimiento
Platino: Atrapa 10 Mariposas en un movimiento

## Insignias Honoríficas
Estas Insignias son bastante complicadas de conseguir, estás no tienen varias metales como la demás sino el logro solo es uno y no está dividida en varios metales, sino solo uno que es una tipo combinación de oro y platino.
Heroísmo:
Completa el modo misión, es decir, gana los 40 minijuegos del modo misión y obtén el 100%
Aniquilación:
Combina 2 Hipercubos (Se consiguen si combinas 5 joyas seguidas), al hacer esto todas las joyas del tablero se destruirán
Superestrella:
Combina 6 joyas seguidas, al hacer esto obtendrás una supernova, que es una combinación de una joya en llamas y una joya estelar.
As en el nivel:
Consigue el nivel 10 en el modo clásico, esto es difícil de conseguir ya que en estos niveles muchos se quedan sin movimientos
Ultrasecreto:
Consigue el 1er lugar en todos los juego secretos (Mariposas, Póquer, Mina de diamantes y Glaciar), para consultar los récords, ve al menú principal, A récords y después a puntuación o también aparecen al perder un nivel secreto.

## Desarrollo
El 29 de octubre de 2010, el tráiler de Bejeweled 3 apareció en su canal oficial de YouTube. Luego, el 1 de noviembre de 2010 la desarrolladora PopCap Games anunció oficialmente para los medios de comunicación la fecha de salida del juego.
Hablando del juego, Jason Kapalka, co-fundador y director creativo de PopCap Games y cocreador de Bejeweled, dijo: "El desafío en la creación de una nueva versión de Bejeweled es innovar y mantenerlo fresco y emocionante sin perder el contacto con el juego que millones de personas aman. Así que tenemos mucho cuidado al realizar cambios al núcleo del juego, ¡por esto es que puede tomar tanto tiempo! [...], hemos trabajado duro para que Bejeweled 3 conserve el atractivo clásico de los juegos anteriores aportando una serie de nuevas funciones a la mesa."
En cierto punto, el Modo Zen se pensó para ayudar a los jugadores a dejar de fumar, anunciando cómo el el juego incluiría frases para ayudar a detener su adicción al tabaco. Sin embargo, PopCap decidió retirarlo porque tener la más mínima mención sobre consumo de tabaco se traduciría en una clasificación de la ESRB mencionando "uso de tabaco". Fue reemplazado por los más genéricos "malos hábitos".
El soundtrack del juego fue compuesto por Peter Hajba y Alexander Brandon.
Bejeweled 3 llegó a estar disponible en el comercio minorista y en línea por $ 19.99 dólares el 7 de diciembre de 2010, sobre PopCap Games y sus socios exclusivos. El 21 de junio de 2011, se anunció que Bejeweled 3 llegaría a la PlayStation Network, Xbox Live Arcade y Nintendo DS a finales de ese año.